# Amblymora obiensis
Amblymora obiensis är en skalbaggsart som beskrevs av Stefan von Breuning 1956. Amblymora obiensis ingår i släktet Amblymora och familjen långhorningar. Inga underarter finns listade i Catalogue of Life.